# Beresztecskói csata
A beresztecskói csata (lengyelül Bitwa pod Beresteczkiem, ukránul Берестецька битва [Beresztecka bitva]) a lengyel–litván hadsereg Bohdan Hmelnickij ellen vívott ütközete 1651. június 28–30-án.

## Előzmények
1648-ban a zaporozsjei kozákok és az ukránok közösen felkeltek a lengyel kizsákmányoló kiskirályok ellen, akiknek nagy földjeik voltak Ukrajnában. Vezetőjükké Bohdan Hmelnickijt, egy korábbi lengyel–török háború hősét választották, aki a felkelés első két csatájában két válogatott reguláris lengyel sereget szétvert. Segítségül hívta a krími tatárokat, ami ellenben nagy hiba volt, mert a szövetségesek ukrán területeket pusztítottak, ami felett a hetman szemet hunyt.
A lengyelek további vereségeik hatására egyezséget kötöttek az ukránokkal és a kozákokkal. Kilátásba helyezték a parasztok elnyomásának megszüntetését, a kozákok megsértett jogainak orvoslását és az ország függetlenségét. A zborovi béke értelmében a Hmelnickij hetman maradhatott Ukrajna uralkodója, amely továbbra is a lengyel korona része maradt. De a kiskirályok is visszanyerték birtokaikat, s addigi hagyományos kizsákmányolási rendszerük mit sem változott.
A zborovi békekötés után két évvel a kozákok és Ukrajna újból fellázadt a lengyelek ellen, de a lengyel fél is kezdeményezte a háborút, s eltökélt szándéka volt a Szejmnek, hogy leszámol Hmelnickijjel.
A kozákokhoz csatlakozott III. Iszlám Giráj krími kán tatár hordáival, akiket Tuhaj-bej irányított a harcban. A nyárra már lángokban állt Ukrajna, és több várat is bevettek, de II. János Kázmér vezetésével a teljes lengyel haderő megindult és Beresztecsko mellett csatát vállalt Hmelnickijjel szemben.

## A szembenálló erők
A főhetman hadereje az egykori túlzó becslésekkel ellentétben nem volt „tengernyi sokaság”, de a kozákokkal, felkelőkkel, zsoldosokkal (törökök, moldvaiak, hódoltságiak), s a kán hordáival együtt százezer fő lehetett. Velük szemben a lengyel–litván hadsereg a még király hűségén levő lajstromos kozákokkal és ukrajnai csapatokkal nagyjából ugyanannyit tehetett ki, de alig lehetett kevesebb.

## A csata
Június 28-án és a rákövetkező napon eléggé egyenlőtlenül folyt le a harc, és nagy véráldozatokkal járt, ami miatt a nap hátralevő része gyakran halotthordással telt el.
Június 30-án fordulat állt be, amikor Jeremi Wiśniowiecki hercegnek, az egyik mágnásnak ezredei megkezdték a támadást. Ezalatt a kozákok a királyi hadak hátába kerültek, és már-már úgy tűnt a lengyelek megfutamodnak, mikor is Jeremi herceg átvágta az ellenség sorait, megfutamítva a moldvai és török zsoldosokat, és megtámadták a kánt, akinek az elit hadai az átellenes dombokat foglalták el. Az ezt követő kemény harcban a kán testvére, Amurat és a krími hadak vezére, az oroszlánul harcoló Tuhaj bej is elesett, a kán megsebesült. Ekkor János Kázmér cselekvésre szánta el magát és tatárok ellen indult, hogy a hordáikat megsemmisíthesse. De azok nem várták meg a bekerítést, és kivonultak az ütközetből, Iszlám Giráj csapatát szétverték. Hmelnickij könyörögve próbálta maradásra bírni a kánt, de az dühödt gőgjében elvonult.
A vereség teljessé vált, és már csak a kozákok szekérvára maradt meg, akik az odazárkózott pórnéppel próbáltak kitartani, hátha Hmelnickij mégiscsak visszatér. Az erődítményre közben rászakadt a zápor, és ez időt engedett a kozákoknak, hogy megerősíthessék magukat.
Az eső elmúltával a lengyel csapatok és a litvániai hadak bekerítették az ukránokat és a kozákokat. Henryk Sienkiewicz úgy írja le, hogy az ostromlókkal szemben a kozákok és az ukránok kétszeres túlerőben voltak, ez persze nem igaz, de a felkelő sereg száma nem lehetett annyira csekély, s megőrizte mind élelmiszer készleteit, mind felszerelését.
A harcot Filon Dzsalalij ezredes folytatta, eközben egyezkedésbe bocsátkozott, de ez nem vezetett eredményre. Dzsalalij hasztalanul reménykedett abban, hogy a kán és a hetman mégiscsak visszatér, és felmenti a szekérvárat, de hír semmi nem jött, s közben a veszteségek nagyok voltak. Az elöljárók leváltották Dzsalalijt és Ivan Bohun ezredest tették meg parancsnoknak, aki a csata előtt pár nappal Winnicánál megfutamította a lengyeleket.
Bohun agresszív és bátor katona volt, aki hallani sem akart az egyezkedésről, ehelyett a Plaszówka folyón át hidat akart verni, hogy kivezesse a kozák–paraszt hadakat. A kozákok minden szóba jöhető anyagot, még értékes ruhákat is felhasználtak. Ám a lengyel tüzérség jelentős kárt tett az építményben, mire Bohun elindult, hogy elűzze a támadást intéző Adam Kisiel bracławi vajdát. Miután kivonult nemsokára olyan hír terjedt el, hogy a többi kozák parancsnok titokban el akar menni. Az emberek megrémültek, Bohun próbálta őket feltartóztatni, de a menekülők elsodorták, viszont nem halt meg. A szekérvárból kirontók közül sokan belefúltak a mocsarakba, a többiek java része áldozatul esett a lengyel és litván haderőnek.

## További események

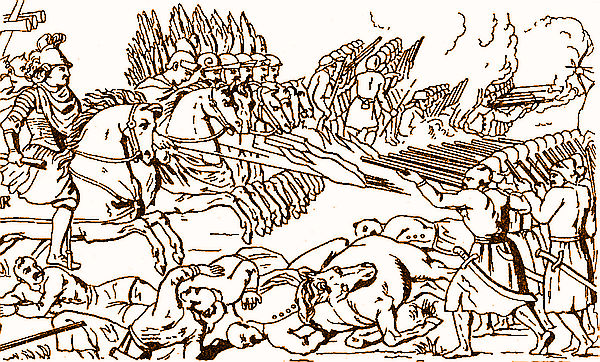

Ez a kegyetlen mészárlás még inkább szította a kozákokban a lengyelekkel szembeni gyűlöletet, amit a lengyel területek könyörtelen pusztításával toroltak meg. Hasonlóval válaszoltak a lengyelek Ukrajnában, ahol a kozák szolgálatba állt törökök és tatárok is további pusztításokat végeztek.
1654-ben Ukrajna Oroszországot ismerte el legfőbb urának, ez hosszas háborúskodást eredményezett Lengyelország és Moszkva között, a továbbiakban pedig a törökök is beavatkoztak az Ukrajnában dúló háborúkba.